# Michel Houel
Pour les articles homonymes, voir Houel.
Michel Houel, né le 8 novembre 1942 à Condé-Sainte-Libiaire (France) et mort le 30 novembre 2016 à Caen, est un homme politique français, membre du parti Les Républicains.

## Biographie
Gérant de société de profession, Michel Houel est élu sénateur de Seine-et-Marne le 26 septembre 2004.
Il soutient Nicolas Sarkozy pour la primaire présidentielle des Républicains de 2016.
Il meurt le 30 novembre à l'hôpital de Caen, où il avait été admis le 16 novembre après avoir été victime d'un malaise cardiaque. Pierre Cuypers lui succède au poste de sénateur.

## Mandats
- Sénateur de Seine-et-Marne de 2004 à 2016
- Maire de Crécy-la-Chapelle, élu maire en 2001, puis en 2008 dès le premier tour avec 69,16% des voix. Il démissionne en 2015[4].
- Vice-président du Conseil général de Seine-et-Marne.
- Maire de Condé-Sainte-Libiaire, de 1977 à 2001.
- Membre du Conseil Économique et Social.